# Sangar
Sangar (farsi سنگر) è una città dello shahrestān di Rasht, circoscrizione di Sangar, nella provincia di Gilan. Aveva, nel 2006, una popolazione di 6.388 abitanti. 